# 广州起义 (1927年)

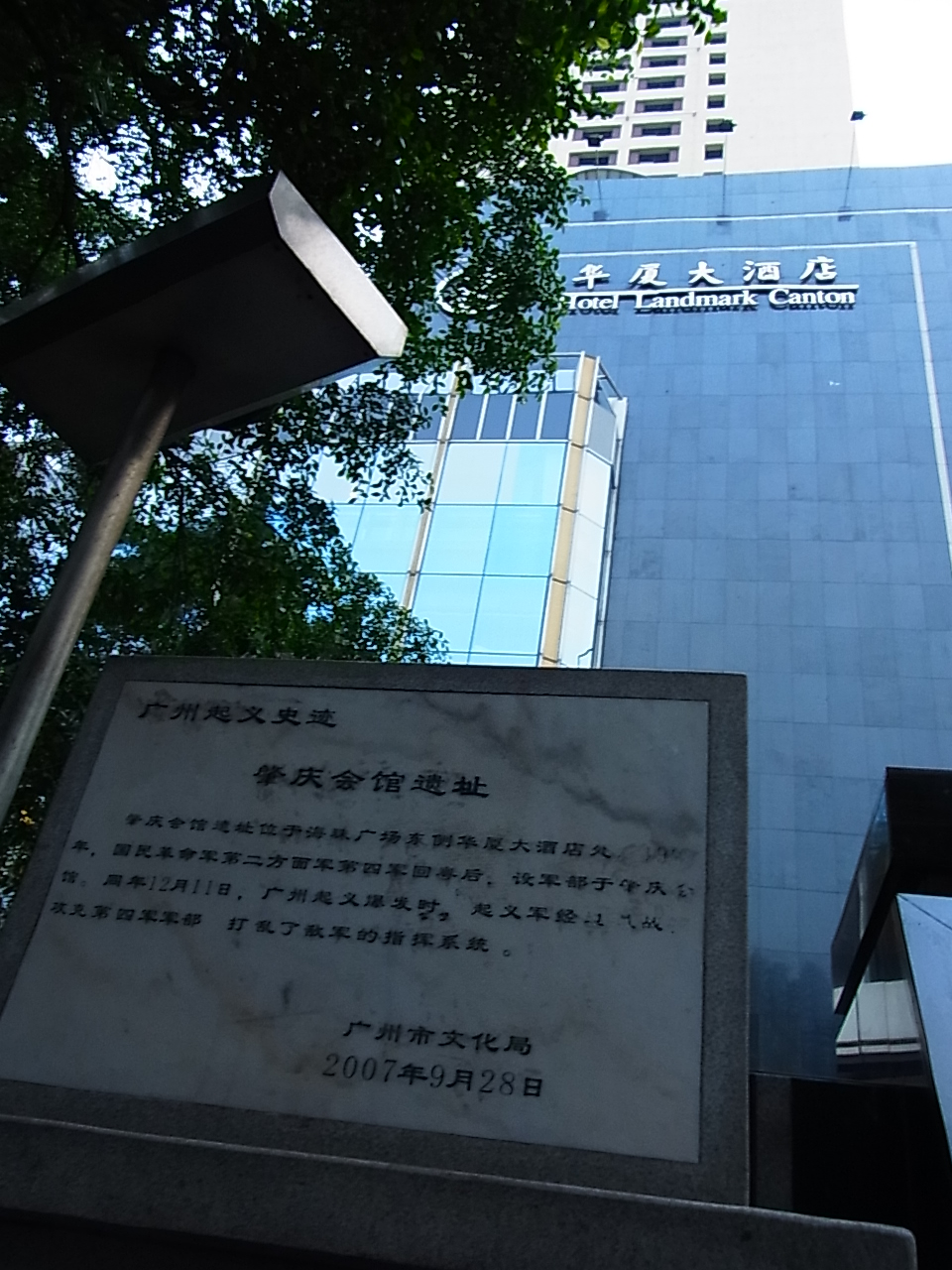
肇慶會館遺址，後方現在是華廈大酒店。

广州起义，或称广州暴動、廣州共禍，是1927年中國國民黨實行武力清黨之後，中國共產黨於1927年12月在廣州發動的最后一次大规模武装舉事，也是瞿秋白在共产国际帮助下策动的三次暴動之一，而前两次分別是南昌起义和秋收起义。

## 背景
1927年4月，武漢國民政府下令通緝張太雷、蔡和森等人。

### 共产国际
1927年下半年，由于共產國際在中国的活動遭到严重挫败，斯大林的中国政策受到托洛茨基的批评，于是，斯大林指示中國共產黨陆续发动了一系列武装暴動，希望在一些省份夺取政权，以此证明其中国政策的正确。雖然8月的南昌暴動和9月湖南、广东、江西、湖北等省的秋收暴動都归于失敗。共產國際仍然计划在某一个省份发动新的、更大规模的武装暴動。当南昌暴動部队向南撤退时，共產國際计划在广州发动暴动，配合南昌暴動部队佔领广州，在广州建立苏维埃政权。10月，叶挺、贺龙的部队溃败后，广州暴動的计划一度准备停止，但在11月10日，共产国际代表羅明納茲在上海召集中共中央临时政治局扩大会议，决议实行全国武装总暴动，在一省或几省夺取政权；其中蘇兆征、羅亦農、羅乃曼（共產國際駐華代表）共同制定廣州暴動計劃，並在廣州成立秘密行動總部。

### 张发奎
1927年4月宁汉分裂后，张发奎任总指挥的第二方面军支持武汉的汪精卫政府，其中秘书长高语罕、政治部主任郭沫若和第二十四师师长叶挺都是公开的共产党员，而第四军参谋长叶剑英则是秘密的共产党员。7月15日武汉国民政府实行分共后，在第二方面军内，叶挺策动第二十军军长贺龙投向共产党，发动南昌暴動；第二方面军忠于张发奎的余部则南下追击向广东潮汕撤退的叶挺、贺龙，进入广州。
张发奎部队中，教导团团长叶剑英和特务营营长梁秉枢都是地下共产党员，教导团1500多人中有200多名共产党员，因此教导团和特务营的一个连深受左倾情绪影响。而第四军军长黄琪翔本人也受到一定程度的影响。
张发奎与桂系的广东省主席李济深不睦，11月17日，乘李济深离粤，张发奎、第四军军长黄琪翔在广州发动政变，驱逐桂系黄绍竑，称为“广州张黄事变”。

## 预备
11月18日，即“张黄事变”的次日，中共中央临时政治局通过《广东工作计划决议案》11点纲领（中央通告十六号），要求以张太雷为首的广东省委筹备广州兵变和政治总罢工，夺取政权。11月26日，中共广东省委成立了五人革命委员会（在广州3人），张太雷任主席，另外两人是广州市委书记黄平、工会领袖周文雍。总司令叶挺和杨殷直到暴动前夕才由香港秘密潜入广州。11月28日，共产国际代表德国人海因茨·纽曼和格哈特·爱斯拉到达广州，策划在广州实施新的暴动，带来活动经费200余万美元。同日，教导团开始召集组长联席会议，12月4日，教导团举行全体党员大会，大力开展政治宣传，激动“群众的革命情绪”，并且“调查各连的反动分子”。
12月初，张发奎、黄琪翔的主力离开广州，对付桂系，负责广州市内防务的只有教导团（1500人、枪1300支）、第四军特务营（有计划改编为警卫团，无枪枝），以及广州市公安局的警察保安队，另外工人赤卫队有2000人，持有手枪数十杆，炸弹150枚。

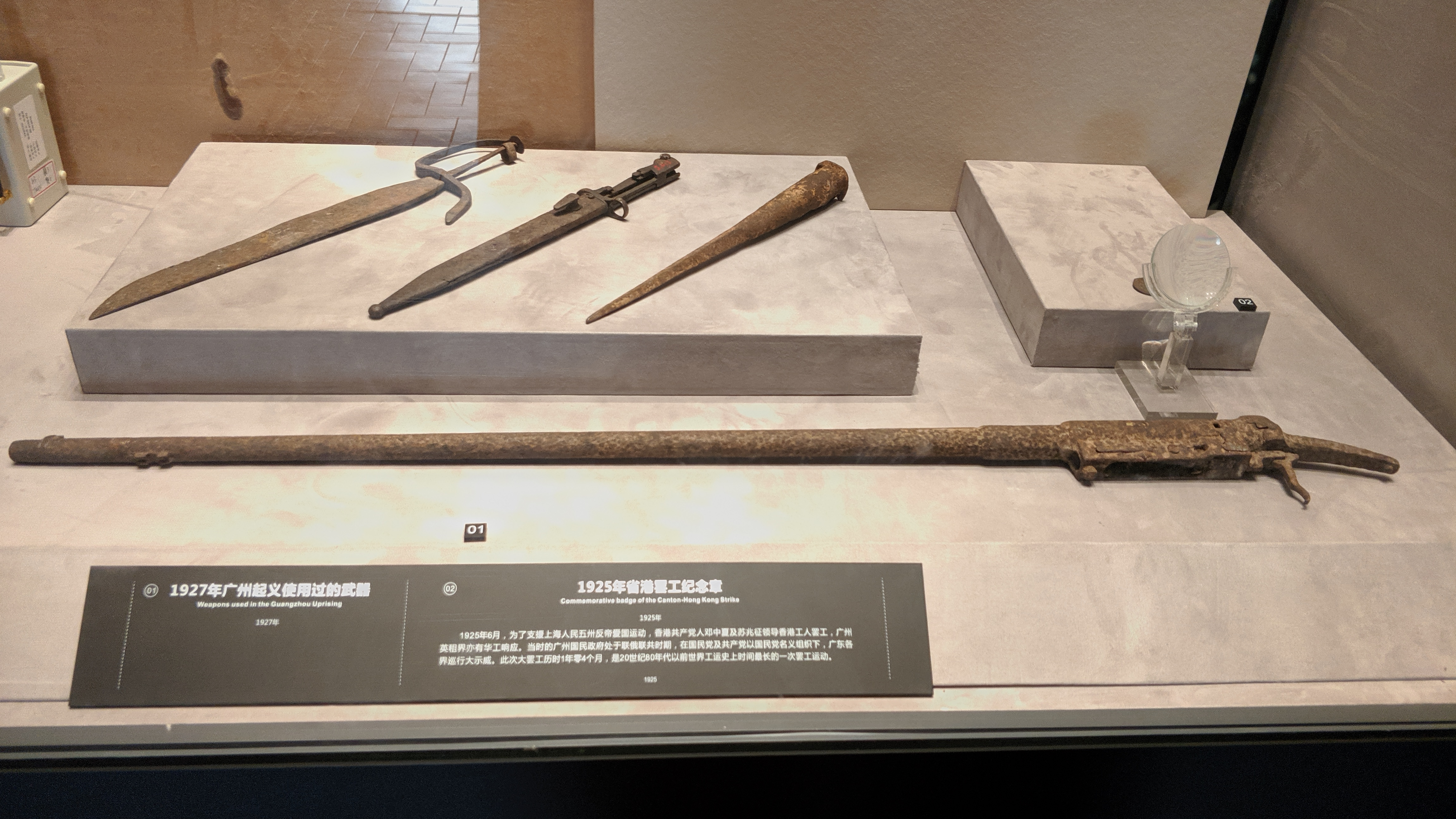
广州博物馆馆藏，广州起义时所使用的武器

暴动原定在13日举行，但是在12月9日由于发生爆炸事件，暴动被提前到11日举行。这也使得原定前来增援的农会无法到达。

## 进程

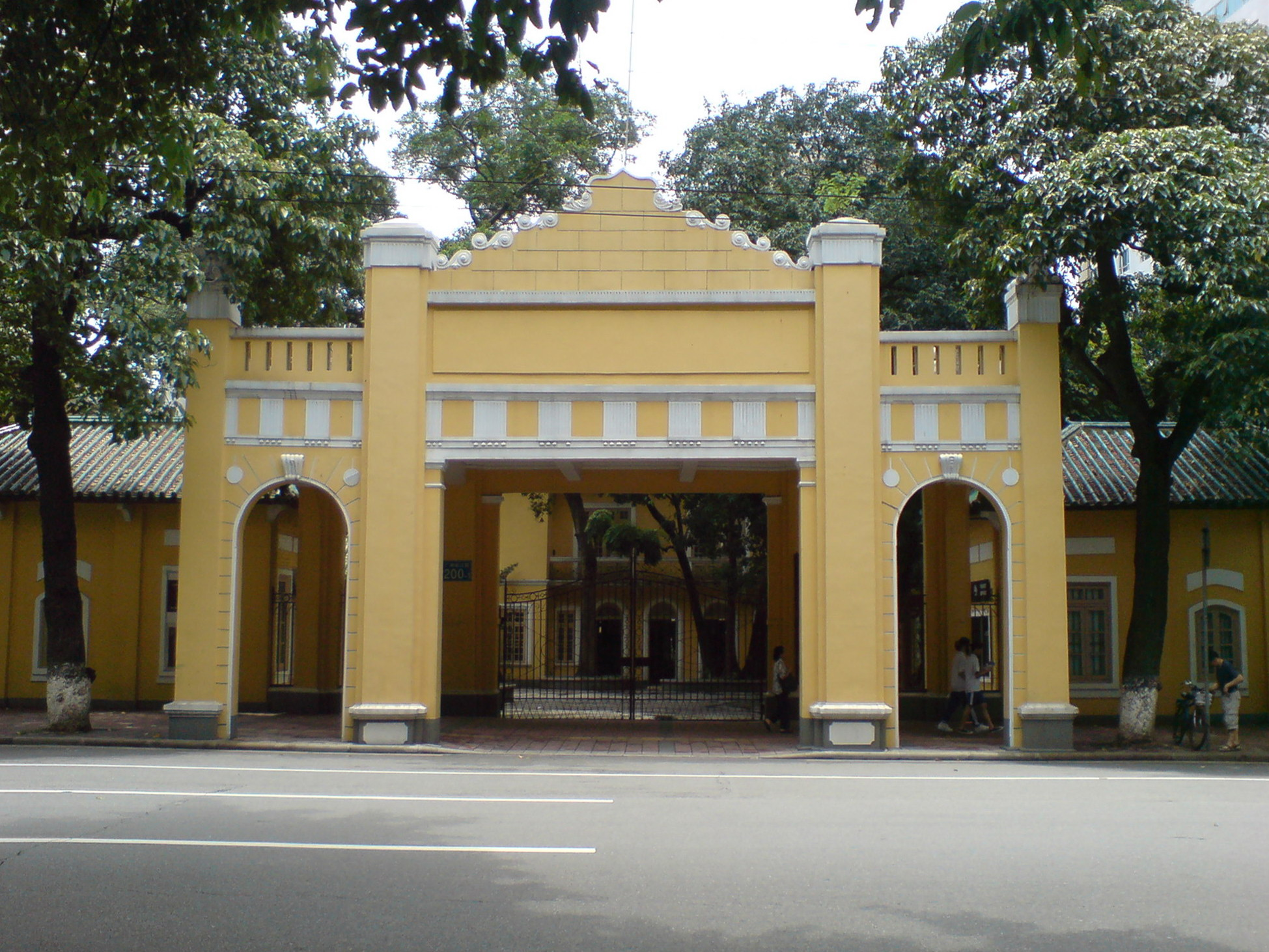
原廣東省會公安局，現時為廣州起義紀念館

12月11日（星期日）凌晨2时，张太雷、叶挺、徐光英、曹干延和梁道夫（杨达夫），趁廣州周邊發生戰事，張發奎、黃琪翔派兵迎戰，城防空虛時，来到葉劍英教导团，进行部署，杀死代理团长朱勉芳，拘禁四、五十名“反动分子”。
黄锦辉和杨殷率领敢死队到北校场第四军教导团的驻地，配合教导团在凌晨3时30分，攻打位于维新路（今广州起义路）的广州市公安局，释放政治犯。到天亮前，教导团、特务营一部共2000余人以及大约2000名工人赤卫队参加了暴动，打败沙河燕塘一带的炮兵，大部分广州城已经被攻佔，但是第四军军部、十二师师部和仰忠街军械处始终未能攻下，于是放火焚烧，造成大批平民死伤。控制全城后，共军随即大举捕杀四月清党时镇压他们的人员。
不过河南（海珠区）仍在李福林手中，而沙面英法租界也未受波及。张发奎、黄琪翔及广东省主席陈公博均于11日晨逃往河南李福林（第五軍）驻地。张发奎请托一位商人谭礼庭出面，得以进入沙面英租界拍发无线电报，调动外围部队回援广州敉平暴动。
暴动的領導人包括張太雷、葉挺、惲代英、葉劍英、楊殷、周文雍、聶榮臻等人。共产国际代表和苏联驻广州领事馆官员直接参与了军事行动，公开开着领事馆的汽车，插着红旗穿过街市。
12月12日上午，两军在广州北郊激战，当地的绅商纷纷组织民团对抗共军。越秀山一度被张军夺去，又被共军夺回。下午，於廣州豐寧路（人民路）西瓜園廣場上主持「廣州工農兵擁護蘇維埃政府大會」，廣州蘇維埃政府正式宣布成立，張太雷任代理主席（主席苏兆征，因病）及人民海陆军委员，並公佈另外9名蘇維埃政府要员名單：
- 人民内务委员、人民外交委员黄平
- 人民肃清反革命委员杨殷
- 人民土地委员彭湃（任海陆丰苏维埃主席，不在广州）
- 人民劳动委员周文雍
- 人民司法委员陈郁
- 人民经济委员何来
- 秘书长恽代英
- 工农红军总司令叶挺
- 工农红军总参谋长徐光英

### 巷战
12日，張發奎調各地軍隊反攻，上午已进佔观音山（越秀山）。民团與薛岳的新兵，由观音山進城，冲锋到厚祥街。经过激战，共军一度夺回观音山，下午，张太雷和共产国际代表纽曼乘车赴观音山指挥，途经中大北門附近遇民团（廣東機器工會工人糾察隊）狙擊，張及司機死在车中，纽曼逃脫。
後张发奎部队陆续抵达广州，从四面攻入市内。于是在广州发生激烈的巷战。至当日夜，共军支撑不住，决定弃城。12月13日，张发奎部队夺回广州，中共軍隊残部1000余人逃出广州，经花县至海、陆丰地区，工人赤卫队留下殿后。13日下午，张军粉碎赤卫队的抵抗，完全控制广州。纽曼也逃走，苏联驻广州副领事郝西史等5人则在被捕后游街并被枪毙。郝史在试图乘领事馆汽车前往苏维埃总部时被捕，随身携带手榴弹。苏联领事馆遭到搜查，领事鲍里斯·伯克瓦利斯基夫妇遭到逮捕，由于驻广州领事团的说服，领事夫妇才未被处死，在年底被驱逐出境。
叶剑英和叶挺两人在战败后化装逃到香港。

## 后果

### 武力镇压
廣州暴動的過程中，先是暴動工人為報復四月清黨時鎮壓他們的人士，因而展開捕殺，並焚燒房屋造成死傷。暴動失敗後，廣州市政府又大肆搜捕暴動人員，許多工人受害。雙方死亡人數在兩萬人以上。关于死亡人数，中共方面认为包括5700多名中国人、100多名朝鲜人和5名苏联人。
死亡的暴動人員埋葬在东郊，即今日广州市中心区中山三路的广州起义烈士陵园，与其周围繁华喧嚣的商业气氛形成强烈的对比。
12月14日，国民政府指责苏联是广州起义的幕后黑手，宣布与苏联断交，并驱逐各地苏联侨民，关闭上海、汉口、长沙苏联领事馆。苏联则声称并不承认国民政府，各地领事馆仍对北京政府发生关系，国民政府无权如此（其实在张作霖搜查后，苏联代办已离开北京使馆）。至此，1923年至1927年间国民党的联俄政策彻底结束。

### 对广东和全国政治舞台的影响
廣州暴動之后，张发奎、黄琪翔被认为负有责任，被迫将广州交给桂系，北上江西，归蒋介石节制；而汪精卫也受到压力，被迫出洋前往法国，暂时退出政治舞台。

### 对苏联政局的影响
廣州暴動在时间上恰与苏共第十五次全国代表大会吻合，斯大林就在這次大會上彻底击败托洛茨基。因此托洛茨基评论广州起义是“斯大林派多数在中国造成一个胜利的假象，以掩盖俄国反对派在肉体上的消灭”，“参加起义的广州工人英勇无比，作出了最大的牺牲，而领导层的冒险主义已不是什么‘错误’，而是不折不扣的犯罪”。

### 对中共的影响
1928年6月，共产国际将大约100名中共代表秘密运送到莫斯科郊外的五一村，举行了中共第六次代表大会。共产国际将廣州暴動的失败归咎于当时“小资产阶级”出身（被认为具有妥协性和狂热性）的中共领导人瞿秋白犯了左倾盲动的错误，瞿秋白被留在莫斯科担任中共驻共产国际代表团团长，改由工人阶级出身的向忠发领导中共。

## 纪念
- 广州起义烈士陵园
- 广州起义纪念馆
- 《刑场上的婚礼》
- 《羊城风暴》
- 《热血军旗》